# Tydźenska Nowina
Tydźenska Nowina, полное наименование — Tydźenska nowina — Serbske powěsće za hornich Łužičanow (рус. Еженедельные новости – лужицкие рассказы для верхних лужичан) — еженедельная газета на верхнелужицком языке, выходившая в XIX веке в Верхней Лужице. Газета сыграла важную роль в возрождении серболужицкого национального самосознания. До создания серболужицкой организации «Матица сербская» газета была неофициальным органом, объединявшим серболужицкую культурную и общественную интеллигенцию.
Газета стала преемницей периодического издания «Jutnička», которое издавал лужицкий филолог Ян Йордан. Решение об издании газеты принял городской совет Будишина. Первый номер газеты вышел 2 июля 1842 года в типографии Шюсселя в Будишине. Первым редактором газеты был серболужицкий поэт Гандрий Зейлер. С 1849 года её редактировал и издавал Ян Смолер.
На страницах газеты публиковались Ян Веля, Ян Мучинк, Ян Варко, Юлиус Велан.
В 1854 году газета была преобразована в журнал Serbske Nowiny, который с 1921 года стал издаваться в виде газеты, которая выходит до настоящего времени.